# Carlo Nordio
Carlo Nordio (n. 6 februarie 1947, Treviso, Veneto, Italia) este un politician și magistrat italian.